# Patricia Carli
Patricia Carli (* 12. März 1938 in Tarent, Italien, als Rosetta Ardito) ist eine italienisch-belgische Musikerin.

## Leben und Karriere
Die in Italien geborenen Rosetta Ardito wuchs in Belgien auf und interessierte sich früh für den Gesang. Besondere Inspiration war ihr Charles Aznavour. Anfang der 1960er-Jahre zog sie nach Paris und versuchte, in der dortigen Musikszene Fuß zu fassen. Nicole Barclay (von Barclay Records) wurde auf sie aufmerksam, verhalf ihr zu ihrem ersten Plattenvertrag und brachte sie mit dem Komponisten Léo Missir in Kontakt. Die junge Musikerin sang nicht nur, sondern schrieb auch ihre eigenen Texte und war manchmal auch an der Musik beteiligt. Patricia Carli debütierte 1963 mit der Single Le roseau et la rivière / Je ne suis plus une enfant. Der Durchbruch gelang ihr schon mit der zweiten Single Demain tu te maries / La découverte, woraufhin sie auch im Olympia auftreten konnte.
An der Seite der damals 16-jährigen Gigliola Cinquetti nahm Carli am Sanremo-Festival 1964 teil, wo die beiden das Lied Non ho l’età (per amarti) interpretierten. Der Beitrag ging als Sieger aus dem Wettbewerb hervor und Cinquetti konnte damit auch den Eurovision Song Contest 1964 gewinnen. Carli veröffentlichte hingegen eine ebenfalls erfolgreiche französische Version des Liedes unter dem Titel Je suis à toi. 1964 erschien auch ihr Debütalbum. Bald wuchs der rasche Erfolg der Musikerin jedoch über den Kopf und sie beschloss, auch auf Anraten von Léo Missir, fortan verstärkt als Songwriterin für andere Interpretin zu arbeiten. Ihr Debüt als Songwriterin war Oh! Lady Mary (1969), das in der Interpretation von David Alexandre Winter sogleich ein Nummer-eins-Erfolg wurde. Einige ihrer Songs hat sie zusätzlich in türkischer Sprache veröffentlicht.
Neben Winter war Carli während der 1970er-Jahre für eine Vielzahl bekannter Sänger tätig, etwa Mireille Mathieu, Carlos, Dalida, Claude François, Gloria Lasso, Tino Rossi oder Nicoletta. Am Ende des Jahrzehnts gelangen ihr auch als Sängerin noch einmal Erfolge, etwa mit La vie n’est pas facile (1977) oder L’homme sur la plage (1978). Danach zog sie sich weitestgehend ins Privatleben zurück. 1991 erhielt sie von der SACEM, bei der sie seit 1963 als Autorin (und seit 1966 auch als Komponistin) registriert war, den Prix Odette Vargues. Erst im Jahr 2000 meldete Patricia Carli sich mit dem Best-of Ses plus grands succès zurück und 2001 wurde sie von der SACEM auch mit dem Prix René-Jeanne ausgezeichnet. 2011 erschien ihre Autobiografie Les Mots de Pati.

## Diskografie

### Singles
- 1963: Demain tu te maries (arrête, arrête, ne me touche pas)
- 1964: Nous on s’aime
- 1964: Je suis à toi
- 1978: L’homme sur la plage (C’était en décembre)

### Türkische Songs
- Bilmezdim Evvelce
- Bir Gün Sana Döneceğim
- Boğaziçi (Özlerim İstanbul'u)
- Mektup
- Seni Andıkça

## Bibliografie
- Patricia Carli: Les Mots de Pati: roman autobiographique. M.-D. Chaisemartin éditrice, 2011, ISBN 979-10-90502-02-4.
- Patricia Carli, Marie-Dominique Chaisemartin: Haïze Hegoa. M.-D. Chaisemartin éditrice, 2011, ISBN 979-10-90502-00-0.

## Belege
1. ↑  Chartquellen:
  - Tous les Titres de Patricia Carli. In: Infodisc.fr. Abgerufen am 21. Juli 2019 (französisch).
  - Chansons de Patricia Carli. In: Ultratop.be. Hung Medien, abgerufen am 21. Juli 2019 (französisch).
  - Nummers van Patricia Carli. In: Ultratop.be. Hung Medien, abgerufen am 21. Juli 2019 (flämisch).
2. ↑  Patricia Carli. Musée SACEM, abgerufen am 20. Juli 2019 (französisch).

| Personendaten    | Personendaten                 |
| ---------------- | ----------------------------- |
| NAME             | Carli, Patricia               |
| ALTERNATIVNAMEN  | Ardito, Rosetta (Geburtsname) |
| KURZBESCHREIBUNG | italo-französische Musikerin  |
| GEBURTSDATUM     | 12. März 1938                 |
| GEBURTSORT       | Tarent, Italien               |